# Национальный олимпийский и спортивный комитет Нигера
Национальный олимпийский и спортивный комитет Нигера (фр. Comité olympique et sportif national du Niger) — организация, представляющая Нигер в международном олимпийском движении. Основан и зарегистрирован в МОК в 1964 году.
Штаб-квартира расположена в Ниамее. Является членом Международного олимпийского комитета, Ассоциации национальных олимпийских комитетов Африки и других международных спортивных организаций. Осуществляет деятельность по развитию спорта в Нигере.